# Ammiraglio di divisione
Ammiraglio di Divisione è un grado in uso nelle marine del Belgio e dell'Italia.
È classificato OF-7 nel sistema di classificazione della NATO ed è equivalente al Retroammiraglio della Royal Navy e al Retroammiraglio (metà superiore) della US Navy. Il codice NATO è OF-7.

## Italia
Il grado di Ammiraglio di Divisione è il secondo grado degli ammiragli della Marina Militare dei ruoli degli Ufficiali del Corpo di Stato Maggiore, corrispondente a quello di Generale di Divisione dell'Esercito e a quello di Generale di Divisione Aerea dell'Aeronautica Militare; questo grado è superiore a quello di Contrammiraglio e subalterno a quello di Ammiraglio di Squadra.
L'insegna per paramano di questo grado è costituita da un giro di bitta, uno spaghetto ed una greca. L'insegna per spallina è, invece, costituita da due stellette su spallina dorata. 
Nei corpi tecnici della Marina Militare Italiana il grado corrispondente è Ammiraglio Ispettore.

### Storia
Il grado di Ammiraglio di Divisione venne istituito nel 1926 con la Legge nº 1178 dell'8 giugno 1926, «Organizzazione della Marina», recepita con foglio d'ordini nº 168 del 23 luglio 1926, con la quale le denominazioni degli ammiragli divennero le seguenti: Grande Ammiraglio, Ammiraglio d'Armata, Ammiraglio di Squadra, Ammiraglio di divisione, Contrammiraglio.
Il grado andava a sostituire quello di Contrammiraglio di Divisione che era stato istituito con il regio decreto nº 2395 dell'11 novembre 1923, «Ordinamento gerarchico dell'Amministrazione dello Stato», che modificava i gradi degli Ammiragli assieme agli altri vertici delle forze armate del Regno e con il quale in grado di Contrammiraglio veniva diviso in due gradi distinti, ovvero in Contrammiraglio di Divisione e Contrammiraglio; distintivi di grado, insegne e onori per i nuovi gradi vennero specificati con il Foglio d'ordini del 7 dicembre 1923. Per tutti gli altri corpi della Regia Marina l'equivalente al grado di Ammiraglio di Divisione era Tenente Generale. Tale denominazione rimase in vigore anche dopo la Seconda Guerra Mondiale e la Proclamazione della Repubblica, fino al 1973, quando i gradi di tutti i corpi della Marina Militare Italiana vennero unificati, ad eccezione proprio dei gradi di ammiraglio di divisione e di Ammiraglio di Squadra, la cui denominazione negli altri corpi della Marina Militare Italiana è rispettivamente Ammiraglio Ispettore e Ammiraglio Ispettore Capo.
| Distintivo per controspallina Marina Militare | Distintivo per controspallina Regia Marina | Distintivo per paramano | Insegna                                     |
| --------------------------------------------- | ------------------------------------------ | ----------------------- | ------------------------------------------- |
|                                               |                                            |                         | Bandiera navale per ammiraglio di divisione |

## Nel mondo
Il grado di ammiraglio di divisione è usato nella Composante Maritime des forces armées belges dove è inferiore al grado di viceammiraglio e superiore al grado di ammiraglio di flottiglia, mentre nella marina olandese il grado omologo è quello di scolta di notte. 
Il grado è presente nella Marina militare turca con la denominazione di Tümamiral.
In molte marine militari, come ad esempio nella marina polacca e nella Marine nationale francese il grado omologo è viceammiraglio; in Francia accanto al grado di viceammiraglio c'è quello di viceammiraglio di squadra, che tuttavia non è un grado ma una prerogativa dei viceammiragli che ricoprono determinate mansioni.